# Massacre de Hama
Insurrection des Frères musulmans en Syrie

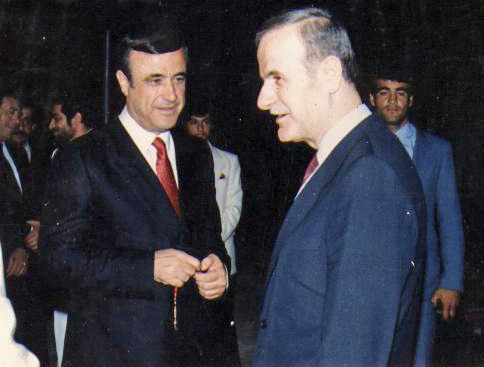
Hafez el-Assad (à droite), président de Syrie et membre de la minorité Alaouites. Son frère Rifaat al-Assad (à gauche) a personnellement supervisé l'opération.

Le massacre de Hama résulte de la répression, par le pouvoir syrien d'Hafez el-Assad, de la rébellion organisée par les Frères musulmans dans la ville de Hama le 2 février 1982. Le massacre prend notamment la forme de bombardements et multiples exactions commises par le régime dans la ville, alors coupée du monde pendant plusieurs semaines, afin de terroriser la population, tuant plusieurs dizaines de milliers d'habitants.

## Contexte
Les Frères musulmans s'établissent en Syrie probablement à Alep en 1935. Une partie de ses membres participe aux violentes émeutes dirigées contre le Parti Baas en 1964 au sein de la ville de Hama.[réf. souhaitée]
Dans les années 1970, Hafez el-Assad conforte son pouvoir en donnant carte blanche aux religieux tout en verrouillant les activités et en écartant les démocrates.
Les Frères musulmans gagnent alors en puissance et en légitimité au point d’apparaître, lors de nouvelles émeutes en 1973 contre le président Hafez, comme la seule formation politique capable de s'opposer à l'hégémonie du Parti Baas. Parallèlement, les Frères commencent à s'infiltrer au sein de l'armée et de la police.[réf. souhaitée]
Les Frères musulmans, qui comptent près de 10 000 militants en 1979, commencent à commettre des attentats contre l'État. Le 16 juin 1979, des officiers sympathisants des Frères ouvrent le feu au sein de l’École d’artillerie d’Alep, tuant entre 32 et 83 cadets principalement alaouites. Cette tuerie provoque un émoi sans précédent au sein de la population et de l’élite alaouite.[réf. souhaitée]
De nombreux autres attentats sont commis la même année contre les installations de l'État syrien et de nouvelles émeutes éclatent dans le pays, notamment à Alep et Hama, contre le Parti Baas. Le pouvoir réagit alors par la répression et fait exécuter plusieurs centaines de sympathisants des Frères musulmans.[réf. souhaitée]
Le 26 juin 1980, alors qu’il reçoit le Président du Mali en visite officielle, le président Hafez al-Assad échappe à un attentat provoqué par un membre de la garde présidentielle. Le massacre de la prison de Palmyre, orchestré par son frère, Rifaat el-Assad, a lieu le lendemain en représailles de la tentative d'assassinat.
Le 7 juillet de la même année, le Parlement adopte la loi no 49 punissant de mort toute personne appartenant ou sympathisant avec l’organisation des Frères musulmans (« est considéré comme criminel et sera puni de la peine capitale quiconque est affilié à l'organisation de la communauté des Frères musulmans »).
En parallèle, la crise économique que connait le pays accroît le mécontentement de la population et par conséquent la force et la popularité des Frères[réf. nécessaire]. De nouvelles manifestations éclatent au nord du pays et un attentat, le 29 novembre 1981, fait 175 morts à Damas.[réf. souhaitée]
Le président Hafez el-Assad lance fin 1981 une importante purge des éléments fréristes de l'appareil de sécurité de l'État, notamment l'armée. 400 officiers sont démis de leurs fonctions et 300 membres du Parti Baas sont exécutés.
Ainsi purgé, le régime syrien se prépare à affronter et à défaire définitivement le mouvement des Frères musulmans.

## Déroulement
Acculés par la répression du régime, les Frères musulmans tentent de soulever la population de la ville de Hama, ville majoritairement sunnite, contre le président Hafez el-Assad.
Dans la nuit du 2 au 3 février 1982, un commando des Frères musulmans, composé de 200 hommes armés investit la ville de Hama afin de la libérer de la présence du régime syrien et assassine ainsi 70 personnes.[réf. souhaitée]
À l'aube, l’état-major de l'organisation islamique déclare dans un communiqué que Hama est considérée comme « ville libérée » et exhorte la population à se soulever contre les « infidèles ».[réf. souhaitée]
À l’annonce de ce communiqué, le régime ne recule plus. Le président Hafez al-Assad décrète l'état de siège et mobilise l'armée, en premier lieu les forces spéciales et la 47e brigade blindée, afin de reprendre le contrôle de la ville.[réf. souhaitée]
12 000 soldats se déploient autour de la ville. L’armée coupe l'ensemble des communications entre Hama et le reste du pays, puis procède à d'importants bombardements d'artillerie et d'aviation sur la ville. Une partie importante de la ville — comptant de nombreux joyaux architecturaux — est alors détruite dans les combats, dont le tiers du centre historique.

### Sort des civils
Les habitants arrêtés sont regroupés au stade municipal et dans des écoles où ils sont torturés puis abattus. Selon la spécialiste américaine Robin Wright, 1 500 habitants de Hama ont été rassemblés au stade avant d'y être fusillés. Au moins 5 000 femmes subissent le même sort, après avoir été violées.
Rifaat el-Assad nie toute implication dans le massacre de Hama, mais ses troupes d'élite, les Brigades de Défense, sous sa direction, mènent la bataille et sont responsables de nombre des massacres de civils de ce qui apparaît comme un « châtiment collectif de plusieurs semaines », et les Syriens le surnomment le « Boucher de Hama »,,,.
Les témoignages des survivants font état des pires exactions : exécutions sommaires, viols, femmes enceintes éventrées, habitants fusillés contre un mur, écrasés par les tanks, défenestrés, abattus à leur arrivée dans les hôpitaux, et de leurs conséquences : des cadavres empilés et restés dans les rues par peur, une ville fantôme au tiers détruite et des familles décimées, les morts dans des fosses communes,,,.
Le 15 février, le ministre de la Défense, Mustafa Tlass, déclare le succès de la répression et le démantèlement du mouvement des Frères musulmans.[réf. souhaitée]
La ville de Hama reste néanmoins assiégée pendant 27 jours par l'armée, avec des accrochages réguliers entre l'armée et les sympathisants des Frères encore en liberté.[réf. souhaitée]
Après la levée de l'état de siège, le retour à la normale s’effectue progressivement, mais le régime laisse des forces de sécurité importantes dans la ville pour prévenir toute nouvelle révolte.[réf. souhaitée]

### Couverture médiatique
Le journaliste Sorj Chalandon, sous pseudonyme, est le seul à rendre compte des événements, alors que la ville est coupée du monde et interdite aux journalistes, dans un article publié par Libération le 1er mars 1982,.
Le journaliste britannique Patrick Seale parvient à entrer dans Hama. Le 7 mars 1982, il décrit ainsi l'état d'esprit des combattants, pour le journal The Observer : « Dans les combats de Hama, la volonté des Frères musulmans de combattre jusqu'à la mort a rencontré la même volonté de la part des défenseurs du régime ».[réf. souhaitée]

## Estimation du nombre de victimes
Si les estimations les plus basses parlent de 10 000 morts, les plus élevées, comme celle établie par le Conseil syrien des droits de l'homme, parlent de 40 000 morts lors de cette bataille, en majorité civils, . Un rapport officiel, établi juste après les événements  par la Defense Intelligence Agency (DIA) américaine et déclassifié en 2012, estime le nombre total de victimes à environ 2 000. Ce rapport est mis en avant par Siwar al-Assad, fils de Rifaat al-Assad, qui dément l'implication de son père dans le massacre. 
2 500 soldats ont en outre été tués durant les combats.

## Conclusion

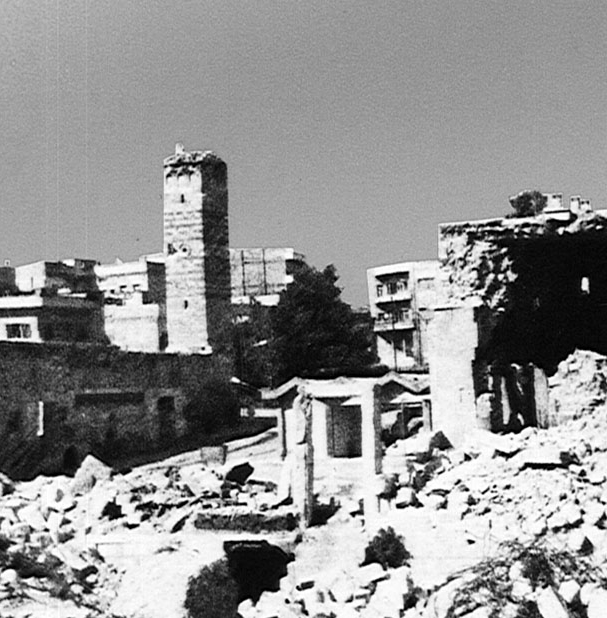
Ruines à Hama après le massacre de 1982.

Le massacre de Hama signe l'échec de l'insurrection des Frères musulmans en Syrie, désormais condamnés à l'exil. Durant les quatre semaines de siège, aucune autre ville syrienne n'est venue soutenir les habitants de Hama, doublement isolés : assiégés physiquement et sans aucun appui moral à l'extérieur. De plus, la ville est interdite aux étrangers, dont les journalistes. Rares sont ceux qui pénètrent clandestinement,. Hafez el-Assad, quant à lui, refroidit durablement toute volonté de rébellion au sein de la population et apparaît comme celui qui maintient l'ordre entre les communautés alaouite et sunnite. L'épisode de Hama permet au régime de s'assurer un sursis de tranquillité.
Trente ans plus tard, les tensions ne sont pas retombées à Hama, ville-pivot de la contestation démarrée en 2011 contre Bachar el-Assad.